# Flagrante
O termo flagrante é um termo jurídico usado para indicar que um criminoso foi pego no momento em que cometia um crime. O coloquial "pego em flagrante" é associado ao crime que está sendo concebido no momento em que autoridades policiais ou qualquer do povo podem visualizá-lo, e determinar a prisão sem necessidade de provas ou inquéritos.
Além do significado legal, o termo latino é frequentemente usado coloquialmente como eufemismo para alguém ser pego no meio da atividade sexual.

## Por país

### No Brasil
No Brasil, a prisão em flagrante é especificada pelo Código de Processo Penal (CPP) a partir do artigo 301. Pode-se considerar flagrante, segundo a legislação brasileira, quem está cometendo a infração penal ou acaba de cometê-la; é perseguido, logo após, pela autoridade, pelo ofendido ou por qualquer pessoa, em situação que faça presumir ser autor da infração e, ainda, é encontrado, logo depois, com instrumentos, armas, objetos ou papéis que façam presumir ser ele autor da infração. 
Pode ser arbitrada fiança criminal no valor que o delegado achar necessário e de acordo com a gravidade do crime, se o crime for afiançável. 
Quando o infrator não possui defesa, ou seja, advogado, o delegado tem a obrigação de encaminhar cópia integral do flagrante delito para a Defensoria Pública do Estado.
De acordo com o professor Aury Lopes Jr., a prisão em flagrante “não é uma medida cautelar pessoal, mas sim pré-cautelar, no sentido de que não se dirige a garantir o resultado final do processo, mas apenas destina-se a colocar o detido à disposição do juiz para que adote ou não uma verdadeira medida cautelar.”
A prisão em flagrante delito (espécie de prisão cautelar), mesmo que legal, não é suficiente para manter alguém preso durante todo o processo. Se não estiverem presentes os requisitos da prisão preventiva ou estiverem presentes excludentes de ilicitude, deve ser concedida a liberdade provisória: verdadeiro direito público subjetivo.

## Variações
Além do flagrante próprio, há algumas variações que costumam ser abordadas na doutrina penalista.

### Flagrante forjado
É o falso flagrante, quando por exemplo, alguém coloca drogas junto das coisas de terceiro, sem o seu conhecimento, para posteriormente efetuar a prisão por tráfico.

### Flagrante preparado ou provocado
É quando o agente policial induz o criminoso a praticar o crime, para posteriormente efetuar a prisão. No Brasil, também não é um tipo de flagrante válido.

### Flagrante esperado
Ocorre quando, por exemplo, o agente policial fica sabendo que um crime será praticado e, devido a esta informação, vai até o lugar e espera a prática do crime para efetuar prisão. Esta é uma hipótese válida de flagrante, tanto caso o crime seja apenas tentado, quanto como se chegar a ser consumado. O fator determinante para se caracterizar em uma ou em outra hipótese é o momento da abordagem policial, antes ou depois da consumação.

### Flagrante diferido
Também chamado flagrante retardado, ocorre quando a prisão em flagrante é adiada com o objetivo de conseguir mais informações sobre uma organização criminosa, por exemplo.